# Chiesa di Sant'Anna (Bomba)
La chiesa di Sant'Anna è sita a Bomba, in provincia di Chieti, paese della Valle del Sangro.
La chiesa di Sant'Anna è stata costruita nel 1730 da Bernardo Carlini di Casoli, da una scritta all'ingresso.
L'interno è ad un'unica navata. Nella parete dietro l'altare vi era un quadro della Madonna con angeli ed un nobile orante attribuito a Felice Ciccarelli (XVI secolo).
Nel 1930 la chiesa subì un crollo causa dei lavori a delle fognature viciniori, dopo il susseguente restauro il quadro di Ciccarelli misteriosamente scomparve.
Ora, all'interno della chiesa si trovano delle statue di Sant'Anna, San Francesco di Paola e della Madonna del Carmine.